# 佐藤哲郎 (政治家)
佐藤 哲郎（さとう てつろう、1901年〈明治34年〉3月1日 - 1995年〈平成7年〉1月4日）は、日本の政治家。元岩手県水沢市（現・奥州市）長（3期）。

## 来歴
岩手県胆沢郡水沢町（のち水沢市、現・奥州市）出身。1920年（大正9年）、岩手県師範学校（現・岩手大学教育学部）卒。岩手県内の小学校の訓導や校長を経て、戦後、中学校校長となる。岩手県社会教育主事、水沢町教育長となり、1956年（昭和31年）、水沢市長に当選する。同年1月29日に就任した。市長は1968年（昭和43年）1月28日まで3期務めた。市長退任後は水沢市内にある高野長英記念館の館長に就任した。